# Jefferson Davis
Jefferson Davis (født 3. juni 1808 i Todd County, Kentucky, død 5. december 1889 i New Orleans, Louisiana) var de amerikanske sydstaters præsident under den amerikanske borgerkrig.
Jefferson Davis blev uddannet på West Point i 1828 og tjente i hæren til 1835.
1844–1846: Medlem af Repræsentanternes Hus for demokraterne Mississippi.
I 1846 genindtrådte han i hæren og kommanderede et regiment under den mexicansk-amerikanske krig.
1847–1851: Medlem af USA's senat for Mississippi.
1853–1857: Krigsminister i USA's regering under Franklin Pierce.
1862–1865: Første og eneste præsident for Confederate States of America (sydstaterne).
I 1866 blev han anklaget for forræderi mod Unionen. I 1869 blev anklagen frafaldet, men Davis fik dog frataget sit amerikanske statsborgerskab, som så mange andre af sydstaternes ledere. (Han fik sit statsborgerskab tilbage posthumt i 1978).
I 1876 blev han igen valgt til USA's senat, men måtte give afkald på pladsen, da han uden statsborgerskab ikke havde ret til at indtage den.